# Сражение у Гаваны (1748)
Сражение у Гаваны (исп. Batalla de La Habana (1748)) — морское сражение, произошедшее 12 октября 1748 года в самом конце Войны за австрийское наследство между британской эскадрой Чарльза Ноулза и испанским флотом Андреса Реджио.
Посреди шести лет относительного затишья в Карибском море из-за истощения воюющих сторон контр-адмирал Чарльз Ноулз в апреле 1748 года отплыл с Ямайки на Кубу, чтобы захватить так называемый Индийский флот, направлявшийся из Веракруса в Гавану. Он патрулировал острова в течение нескольких месяцев и после неудачного сражения в Багамском проливе снова подошел к Гаване, где был почти случайно перехвачен кораблями Реджио и Спинолы.
Испанские военные корабли выстроились в линию, чтобы защитить собой «Дракон», у которого произошла течь, замедлявшая его движение. Со своей стороны, британцам потребовалось некоторое время, чтобы отреагировать, прежде чем сформировать свою боевую линию. Во время разгоревшейся перестрелки «Дракон» отступил, «Конкистадор» был захвачен британцами, «Африка», получившая серьезные повреждения, была подожжена собственной командой, а оставшиеся четыре испанских корабля оторвались от противника и укрылись в порту Гаваны. Ноулз не атаковал порт, потому что у него не было достаточно сил.
Когда новость о сражении достигла Европы, Ноулз и Реджио получили по выговору, поскольку несколько месяцев назад между Испанией и Великобританией был подписан Аахенский мирный договор. Реджио даже предстал перед военным трибуналом, хотя в конце концов было решено, что его действия были правильными.